# Enganyapastors de Mees
L′enganyapastors de Mees (Caprimulgus meesi) és una espècie d'ocell de la família dels caprimúlgids (Caprimulgidae) descobert recentment i que habita Sumba i Flores (Indonèsia), a les illes Petites de la Sonda.